# دليل مرجعي

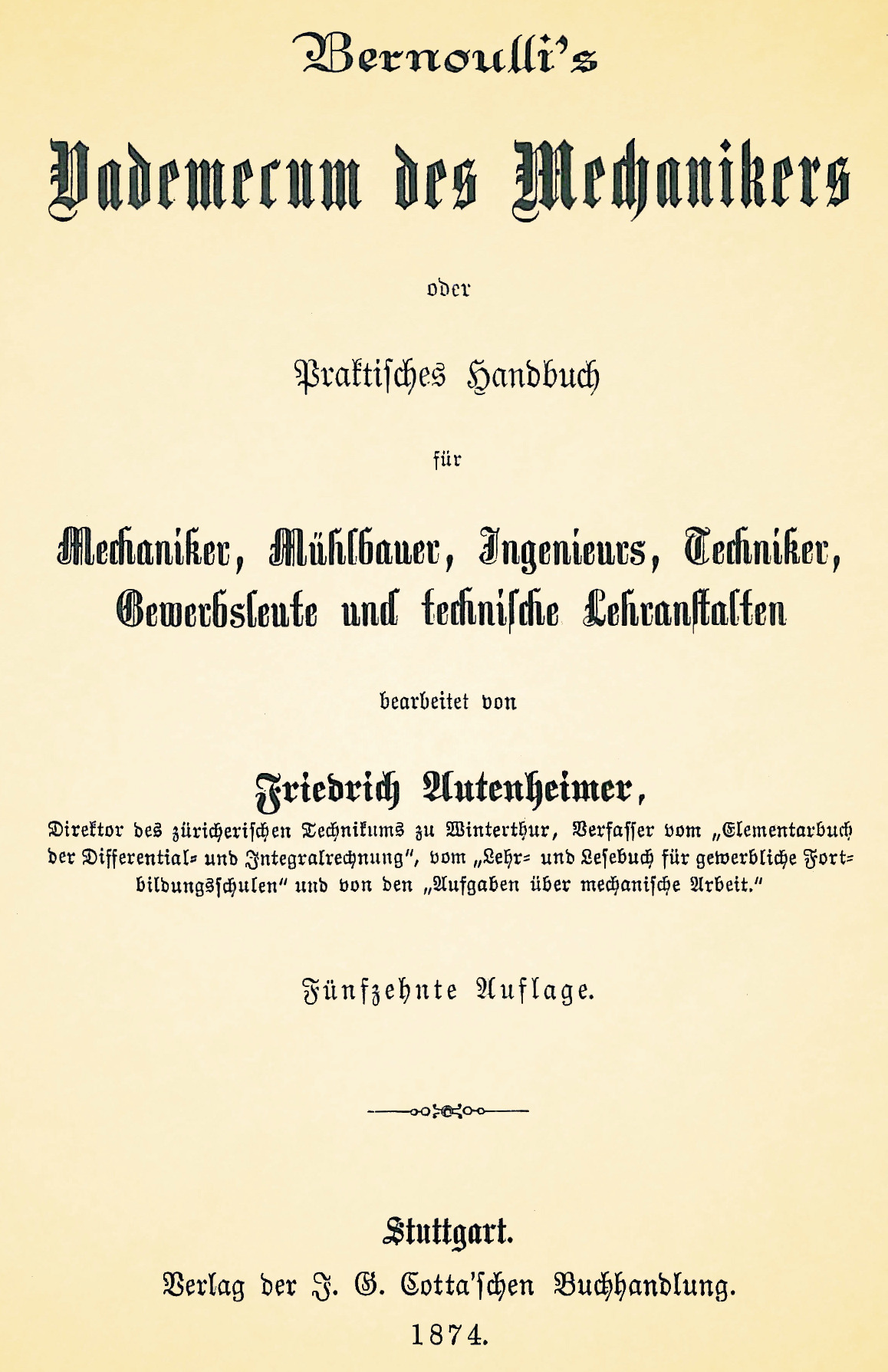
غلاف دليل مرجعي ألماني في الميكانيك يعود إلى سنة 1874.

الدليل المرجعي هو نوع من أنواع الأعمال المرجعية التي تهدف إلى تقديم المعلومة بأبسط وأسرع شكل ممكن. ظهر مفهوم الدليل المرجعي في البداية على شكل كتيّبات محمولة باليد Handbook، ومن هنا أتت الترجمة في العربية كتيّب. إلا أن المفهوم تغير مع مرور الوقت للإشارة إلى أي كتاب يوفر المعلومات كحقائق عن موضوع معين مثل الدليل السياحي؛ أو يساعد في الإرشاد وتقديم التوجيهات في المهن أو الصناعات أو تشغيل الآلات.
تتميز الدلائل المرجعية أنها تحوي على الحقائق المجردة المتوافق عليها بشكل مختصر ومحصورة ومخصصة في مجال معين ومحدد.